# Idiolispa analis
Idiolispa analis är en stekelart som först beskrevs av Johann Ludwig Christian Gravenhorst 1807.  Idiolispa analis ingår i släktet Idiolispa och familjen brokparasitsteklar. Arten är reproducerande i Sverige.

## Underarter
Arten delas in i följande underarter:
- I. a. ignea
- I. a. nigrotibialis
- I. a. nigritarsis
- I. a. nigra